# سزار پالاسیوس (بازیکن فوتبال)
سزار پالاسیوس (انگلیسی: César Palacios؛ زادهٔ ۱۱ نوامبر ۲۰۰۴) بازیکن فوتبال اهل اسپانیا است که در حاضر برای باشگاه فوتبال رئال مادرید کاستیا بازی می کند.
از باشگاه‌هایی که در آن بازی کرده است می‌توان به باشگاه فوتبال رئال مادرید، باشگاه فوتبال نومانسیا، و باشگاه فوتبال رئال مادرید کاستیا اشاره کرد.
وی همچنین در تیم‌های ملی فوتبال زیر ۱۹ سال اسپانیا و زیر ۲۰ سال اسپانیا بازی کرده است.